# Tratna pri Grobelnem
Tratna pri Grobelnem este o localitate din comuna Šentjur, Slovenia, cu o populație de 254 de locuitori.